# چون جو-وون
چون جو-وون (انگلیسی: Chun Joo-weon؛ زادهٔ ۱۵ نوامبر ۱۹۷۲) بازیکن سابق و سرمربی زن بسکتبال اهل کره جنوبی است.
وی در مسابقات کشوری و بین‌المللی در مجموع برندهٔ ۱ مدال طلا، ۱ مدال نقره، ۱ مدال برنز شده‌است.